# Нектаролюб
Нектаролюб (Oedistoma) — рід горобцеподібних птахів родини фруктоїдових (Melanocharitidae). Містить 2 види.

## Таксономія
Традиційно нектаролюбів відносили до родини медолюбових (Meliphagidae). Проте, молекулярні аналізи ДНК, що проведені у 90-х роках, виявили їхню близьку спорідненість фруктоїдами (Melanocharis), тому рід віднесли до родини фруктоїдових.

## Поширення
Ендемік Нової Гвінеї. Живе у дощовому або хмарному лісі.

## Опис
Дрібні птахи завдовжки 7-11 см. Нектаролюб-крихітка (Oedistoma pygmaeum) є найменшим птахом Нової Гвінеї. Зовні схожі на нектарок або медолюбів. Це пухкі птахи з коротким квадратним хвостом і міцними ногами. Довгий дзьоб серпоподібної форми, загнутий вниз. Основа дзьоба гола, бежевого кольору. Забарвлення зеленкувато-коричневе зверху тіла та біле на горлі та черева.

## Спосіб життя
Мешкає у дощових лісах. Трапляється поодинці, рідше парами. Активний вдень. Живиться комахами, нектаром, рідше дрібними ягодами.

## Види
- Нектаролюб сірочеревий (Oedistoma iliolophus)
- Нектаролюб-крихітка (Oedistoma pygmaeum)